# Grotte de Coventosa

La grotte de Coventosa  est une grotte située  dans la commune de cantabriane de Arredondo en Espagne,.
Elle se trouve dans la vallée d'Asón et fait partie du système Cueto-Coventosa-Cuvera. Sa longueur est de 37 258 m et sa profondeur est de 829 m. Géologiquement, la roche prédominante est le calcaire. Son nom vient du fort courant d'air qui sort de l'entrée.

## Historique

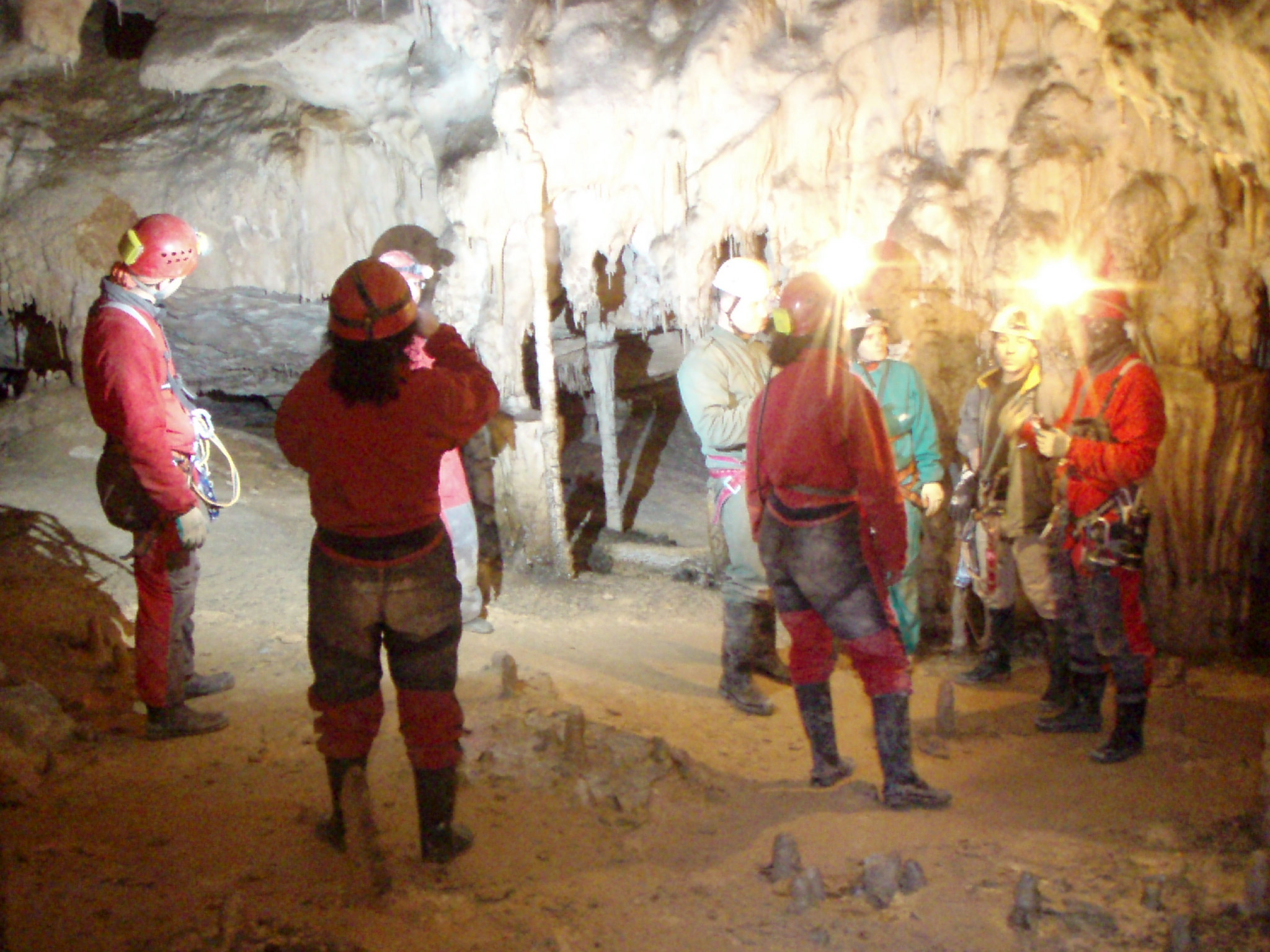

La grotte est connue depuis des temps immémoriaux, une des premières explorations approfondies fut réalisée par le Spélo Club de Dijon en 1958, qui dressa une topographie systématique du réseau. En 1965, le Blowhole (Agujero Soplador) a été découvert et le gouffre du Cueto, déjà connu des bergers de la région, a été exploré. Depuis lors, les explorations ont été détaillées et constantes à travers les deux entrées, un processus qui a culminé le 13 avril 1979 lorsque les spéléologues du Spéléo Club de Grenoble ont réussi à faire la connexion entre le gouffre et les galeries de Coventosa. L'exploit a été répété le 8 décembre 1979 par quatre spéléologues espagnols de la Section de Spéléologie du Séminaire de Sautuola (Musée de Préhistoire) qui sont entrés dans le gouffre d'El Cueto, ont descendu 800 m verticalement et sont ressortis à la surface deux jours plus tard par l'entrée de Coventosa, étant le deuxième groupe au monde à réussir cette traversée.

## Description
Elle dispose de cinq entrées (Sistema Cueto - Coventosa - Garma de Bucebron - Cubera - sima del Corzo) : la Sima del Cueto située à l'ouest à une altitude de 990 m, près du pic Mosquiteru, et l'entrée de la Coventosa est à une altitude de 302 m. Pour effectuer la traversée "Sima del Cueto - Cueva Coventosa", une descente verticale de trois cent mètres est nécessaire à travers le puits Juhué de la Sima del Cueto. 
De nombreux accidents ont été enregistrés dans la grotte. En 2012, un groupe de neuf spéléologues est resté immobilisé pendant plus de 30 heures, et a finalement été secouru.